# Yusef Lateef

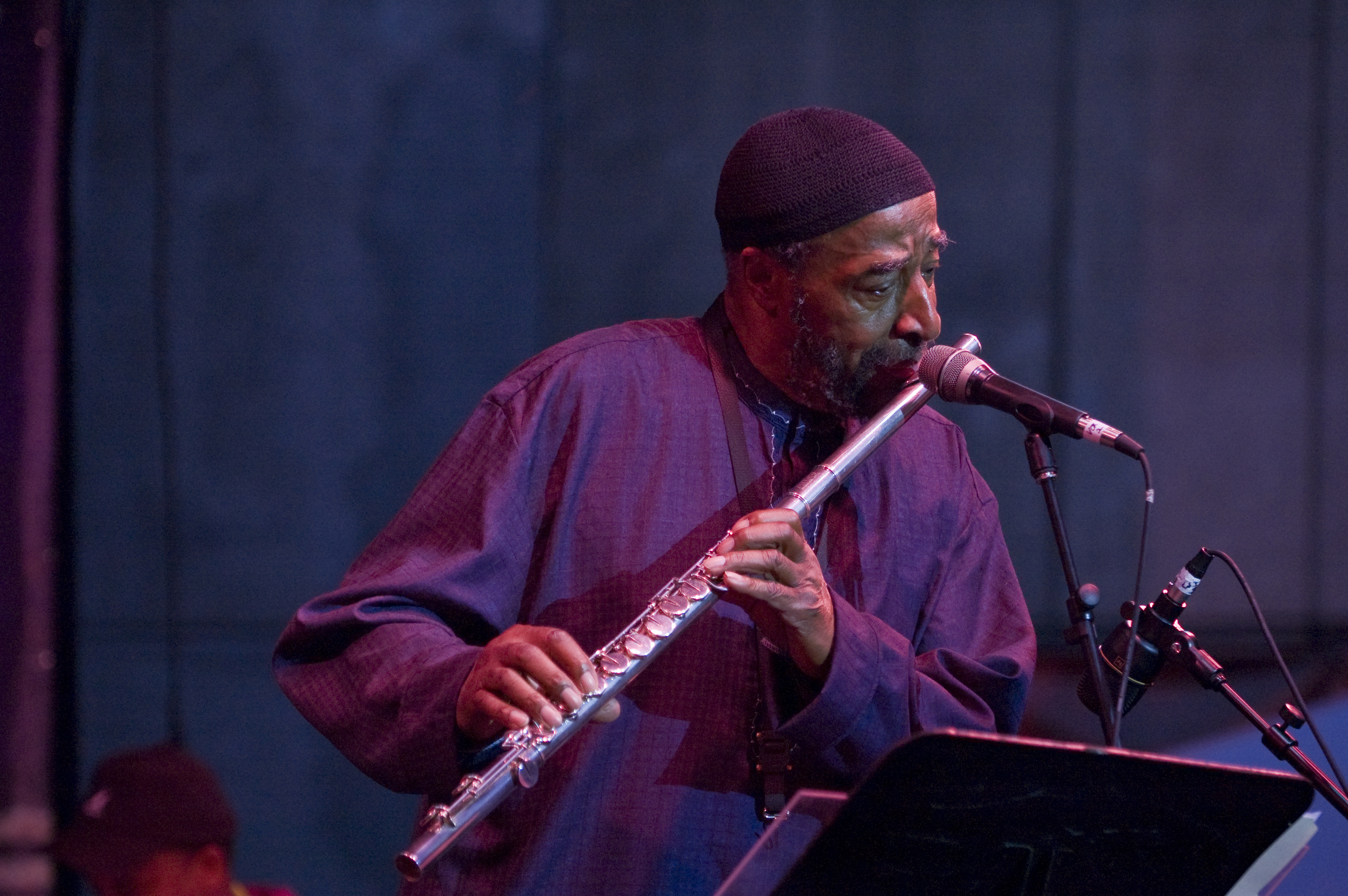
Lateef in 2007 op het Detroit Jazz Festival

Yusef Lateef, geboren als William Emanuel Huddleston (Chattanooga (Tennessee), 9 oktober 1920 – Shutesbury, 23 december 2013) was een Amerikaans jazzmuzikant, multi-instrumentalist, componist, docent en woordvoerder van de Ahmadiyya Moslim Gemeenschap.
Naast de tenor-saxofoon en de fluit, bespeelde Lateef de hobo en klarinet, en verder instrumenten die met name in de wereldmuziek worden gebruikt, zoals de bamboefluit, de shanai, de shofar, de xun, de arghul, de sarewa, en de koto. Hij stond bekend om zijn innovatieve mix van jazz met oriëntaalse muziek.

## Biografie
In 1925 verhuisde hij met zijn familie naar Detroit, en daar kreeg hij contact met enkele (toekomstige) voormannen uit de jazzmuziek, waaronder Milt Jackson, Tommy Flanagan, Barry Harris, Paul Chambers, Donald Byrd, de broers Jones (Hank, Thad en Elvin), Curtis Fuller, Kenny Burrell, Lucky Thompson en Matthew Rucker. Reeds tijdens zijn middelbareschooltijd speelde hij tenor saxofoon, en op 18-jarige leeftijd begon hij met optreden met swing bands onder leiding van Hartley Toots, Hot Lips Page, Roy Eldridge, Herbie Fields en Lucky Millender. In 1949 werd hij uitgenodigd om mee te spelen met Dizzy Gillespie. 
In 1950 keerde hij terug naar Detroit, waar hij compositie en fluit studeerde aan de Wayne State University. Hij bekeerde zich tot de islam en nam de naam Yusef Lateef aan. Van 1955-1959 leidde hij een kwintet met Curtis Fuller, Hugh Lawson, Louis Hayes en Ernie Farrell. 
Yusef maakte vanaf 1956 onder eigen naam plaatopnames voor Savoy Records, en heeft sindsdien meer dan 100 opnamen uitgebracht bij labels als Prestige, Riverside, Impulse, Atlantic en zijn eigen YAL label. Behalve onder eigen naam heeft Lateef in de jaren 60 opgetreden en opnames gemaakt met de ensembles van Charles Mingus, Cannonball Adderley, Miles Davis en Dizzy Gillespie.
Naast tenorsaxofoon en fluit, speelde Lateef ook hobo en fagot en maakte hij gebruik van een aantal instrumenten die met name in de wereldmuziek worden gebruikt zoals de bamboefluit, de shanai, sjofar, xun, arghul, sarewa, en de koto.
Tot zijn dood op 23 december 2013 bleef Lateef actief op het podium en in de studio.

## Discografie

### Als bandleider
- Jazz for the Thinker (Savoy, 1957)
- Jazz Mood (Savoy, 1957)
- Before Dawn: The Music of Yusef Lateef (Verve, 1957)
- Jazz and the Sounds of Nature (Savoy, 1957)
- Prayer to the East (Savoy, 1957)
- The Sounds of Yusef (Prestige, 1957)
- Other Sounds (New Jazz, 1957)
- Lateef at Cranbrook (Argo, 1958)
- The Dreamer (Savoy, 1959)
- The Fabric of Jazz (Savoy, 1959)
- Cry! - Tender (New Jazz, 1959)
- The Three Faces of Yusef Lateef (Riverside, 1960)
- The Centaur and the Phoenix (Riverside, 1960)
- Lost in Sound (Charlie Parker, 1961)
- Eastern Sounds (Moodsville, 1961)
- Into Something (New Jazz, 1961)
- Jazz 'Round the World (Impulse!, 1963)
- Live at Pep's (Impulse!, 1964)
- 1984 (Impulse!, 1965)
- Psychicemotus (Impulse!, 1965)
- A Flat, G Flat and C (Impulse!, 1966)
- The Golden Flute (Impulse!, 1966)
- The Complete Yusef Lateef (Atlantic, 1967)
- The Blue Yusef Lateef (Atlantic, 1968)
- Yusef Lateef's Detroit (Atlantic, 1969)
- The Diverse Yusef Lateef (Atlantic, 1969)
- Suite 16 (Atlantic, 1970)
- The Gentle Giant (Atlantic, 1971)
- Hush 'N' Thunder (Atlantic, 1972)
- Part of the Search (Atlantic, 1973)
- 10 Years Hence (Atlantic, 1974)
- The Doctor is In... and Out (Atlantic, 1976)
- Autophysiopsychic (1977, CTI Records)
- In a Temple Garden (1979, CTI Records)
- Yusef Lateef in Nigeria (Landmark, 1983)
- Yusef Lateef's Little Symphony (Atlantic, 1987)
- Concerto for Yusef Lateef (Atlantic, 1988)
- Nocturnes (Atlantic, 1989)
- Meditations (Atlantic, 1990)
- Yusef Lateef's Encounters (Atlantic, 1991)
- Tenors of Yusef Lateef and Von Freeman (Yal, 1992)
- Heart Vision (Yal, 1992)
- Yusef Lateef Plays Ballads (Yal, 1993)
- Tenors of Yusef Lateef and Archie Shepp (Yal, 1993)
- Woodwinds (Yal, 1993)
- The World at Peace (1997)
- Beyond the Sky (2000)
- Go: Organic Orchestra: In the Garden (2003)
- The Doctor is In and Out (2005)
- Nocturnes (2005)
- The Complete Yusef Lateef (2005)
- The Blue Yusef Lateef (2005)
- Influence with Lionel and Stéphane Belmondo (2005)
- 10 Years Hence (2008)
- Roots Run Deep (2012, Rogue Art)

### Als begeleider
Met Donald Byrd
- Byrd Jazz (Transition, 1955) - also released as First Flight (Delmark)

Met Art Farmer
- Something You Got (CTI, 1977)

Met Curtis Fuller
- Images of Curtis Fuller (Savoy, 1960)
- Boss of the Soul-Stream Trombone (Warwick, 1960)

Met Grant Green
- Grantstand  (1961; Blue Note)

Met Cannonball Adderley
- The Cannonball Adderley Sextet in New York (1962; Riverside)
- Cannonball in Europe! (1962; Riverside)
- Jazz Workshop Revisited (1962; Riverside)
- Autumn Leaves (1963; Riverside)
- Nippon Soul (1963; Riverside)

Met Leon Redbone
- Double Time on the track "Mississippi Delta Blues" (1976; Warner Bros. Records)

Met Randy Weston
- Uhuru Afrika (Roulette, 1960)